# A Ditadura Envergonhada
A Ditadura Envergonhada é o primeiro volume da série As Ilusões Armadas sobre a ditadura militar no Brasil, escrito pelo jornalista Elio Gaspari. Cobre o intervalo de 31 de Março de 1964 (deposição de João Goulart) até o período imediatamente posterior ao Ato Institucional no 5 (13 de dezembro de 1968).